# 久木 (逗子市)
久木（ひさぎ）は、神奈川県逗子市の町名。面積は2.41平方キロメートルで、逗子市全域17.28平方キロメートルの約14％にあたる。町名は久木1丁目から久木9丁目まであるが、その他に、町域のおよそ3分の1がいわゆる池子弾薬庫跡地（池子住宅地区及び海軍補助施設）に含まれており、在日米軍管理下にあって、大字久木として丁目が振られていない。

## 地理
逗子市北西の内陸部に位置する。東側から西側は、時計回りに逗子市池子、山の根、逗子、新宿、小坪に接し、北は鎌倉市大町、浄明寺および一部で十二所に接している。
もともとの集落は、現在の逗子市北西部の山に大きく2方向に切れ込む谷戸が中心だったが、昭和30年代、鎌倉市浄明寺と接する山上が「鎌倉逗子ハイランド」として大規模に宅地開発された（現在の久木8丁目および鎌倉市浄明寺6丁目）。
町域の西端近くをほぼ南北に、神奈川県道311号鎌倉葉山線（旧国道134号線）と東日本旅客鉄道（JR東日本）の横須賀線が通る。久木町域内の神奈川県道311号鎌倉葉山線は、もともと海軍の横須賀軍港のために引かれた横須賀水道半原系統の上に作られたいわゆる「水道路（すいどうみち）」であり、数カ所に海軍水道の敷地の境界を示す海軍標石が残る。横須賀線を挟んで東側には神奈川県道205号金沢逗子線が通る。
また、新興住宅地であるハイランドを越える道は、その先で鎌倉と横浜を結ぶ神奈川県道204号金沢鎌倉線（通称、金沢街道）に連絡する。朝比奈峠を越えて横浜横須賀道路の朝比奈ICにも接続するため、それなりに交通量も多い。
町域南側を北東方向に切れ上がる谷戸には、田越川の支流である久木川が流れるが、その大部分は現在は暗渠化されている。
町域西寄りの山腹には、 養老5年（721年）に創建されたという古刹で、坂東三十三箇所札所にも数えられる岩殿寺がある。同じく坂東三十三箇所札所である、鎌倉市二階堂の杉本寺からは巡礼古道と呼ばれる山道がつながっていたが、鎌倉逗子ハイランドの造成により分断され、現在では一部しか残っていない。また岩殿寺の北側には、かつて松葉ヶ谷で焼き討ちにあった日蓮が難を逃れた跡地に建立されたという法性寺がある。南側の谷戸の中ほどには、旧久木村の鎮守であった久木神社と、室町時代の建立とされる妙光寺がある。
このほか、町域内に逗子市立の久木小学校、久木中学校、私立の聖和学院（幼稚園、中学校、高等学校）がある。

### 地価
住宅地の地価は、2023年（令和5年）1月1日の公示地価によれば、久木4-20-7の地点で18万8000円/m2、久木5-5-19の地点で18万4000円/m2、久木7-1-8の地点で16万2000円/m2となっている。

## 歴史
町域内の山腹数カ所から、古墳時代のものとされる横穴墓が発見されている。特に1996年（平成8年）、防災工事中に発見された久木5丁目横穴古墳群は地元の有力者の墓であったと考えられ、未盗掘の副葬品多数が発見された。中世のやぐらも山腹部に多くみられる。
ほぼ現在の久木に相当する地域は、中世には久野谷（くのや）と呼ばれていた。地名の「久野」は「久根（曲・クネル）」に通じるとされる。鎌倉時代の史書「吾妻鏡」の建暦4年（1213年）4月2日の条に、「和田左衛門尉義盛が代官久野谷弥次郎」なる人物の名があり、久野谷に住んでいたのではと考えられる。
江戸時代に入り、延宝3年（1675年）久野谷村の奥の土地、石高100石分が鎌倉材木座の光明寺の寺領として切り分けられ、柏原（かしわばら）村となった。地名は傾斜地を示す「カシ（傾） ・ハ（端）」に由来するとも、単純に柏の木にちなむとも考えられる。この地名に関しては、長享3年（1489年）、足利氏家臣の知行目録写（ちぎょうもくろくうつし）に、「三浦郡久野谷郷内猿江村并柏原在家」とあるのが初出とされる。
下って明治になり、1874年（明治7年）の行政改正で久野谷村、柏原村の合併が決定され、久野谷村の「久」、柏原村の「柏」の木偏を取って「久木村」と名付けられた。これに伴い、1882年（明治15年）には両村の鎮守であった稲荷社（旧久野谷村）、柏原明神社（旧柏原村）に加え、字内の鎮守5社を合併し久木村総鎮守「稲荷神社」とした（後、1970年に「久木神社」と改称）。
1883年（明治16年）には、久木村北部から小坪村を経て鎌倉に抜ける、浦賀道で最初のトンネルである小坪隧道と名越隧道が開通した。これは三浦半島の交通発展のための公的新道建設を訴えたものの容れられず、小坪村の高橋安行、久木村の松岡富道の2名が発起人となって基金を募り、民間の手で開削されたものだった。
1889年（明治22年）には町村制が施行され、逗子・沼間・桜山・池子・山野根・久木・小坪の7ヶ村が合併し、田越村となった。さらに1913年（大正2年）には町制を施行、田越村は逗子町となった。
1932年（昭和7年）、旧柏原地区の奥から横須賀線の線路近くまで、南側の谷戸のほぼ全域にわたって、大規模な耕地整理が行われた。もともとこの谷戸には明確な川筋はなく、大雨が降ると一帯が水浸しになり不作をもたらしていた。このため地域住民により耕地整理組合が結成され河川開発や湿田改良を行ったもので、この事業の結果、久木川が誕生した。
1937年（昭和12年）頃から、帝国海軍が弾薬庫の建設を行うため、池子の土地の買収を開始。1941年（昭和16年）には、池子と隣接する久木の旧柏原地区もほぼ全域が買い取られ、全民家12軒は立ち退きを強いられた。買い上げの際には、住民に対する事前の説明はなく、突然、海軍の横須賀鎮守府に呼びつけられ、その場で立ち退きの書類に捺印させられたという。

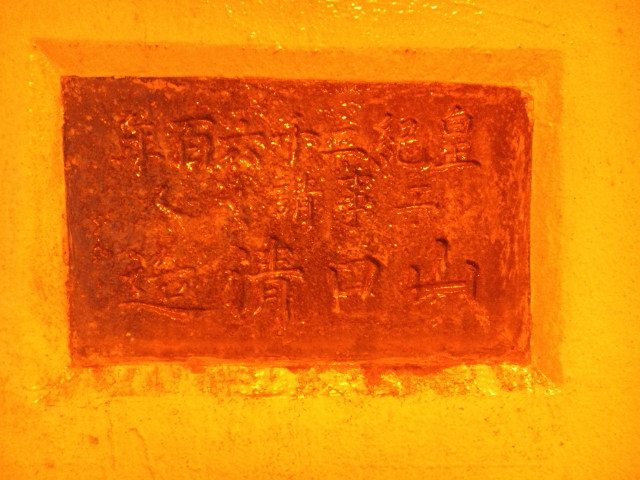
久木隧道内にある銘板。「皇紀二千六百年　工事請負人　山口清造」とある。皇紀2600年（1940年）は着工年と思われ、隧道は1941年に開通している。

同時期、現在の久木2丁目から7丁目の南部（聖和学院から久木中学校あたりまで）の土地も接収され、横須賀海軍工廠のための工員寄宿舎群が大規模に建設された。工員の通勤の便を図るため、横須賀線逗子駅への近道として、山の根との間の尾根に久木隧道が開削された。また、尾根の裾には多数の防空壕が作られた。戦後、工員寄宿舎群跡地は返還されたが、弾薬庫だった旧柏原地区はそのまま在日米軍に接収された。
なおこの間、1943年（昭和18年）に逗子町は横須賀市に強制合併されたが、戦後の1950年（昭和25年）に分離独立。1954年（昭和29年）には市制を施行し、久木地区も「逗子市久木」となった。
1961年（昭和36年）6月の集中豪雨では、逗子市内で田越川とその支流の池子川、久木川が氾濫し、市内の約18％が冠水した。特に久木地区では、久木川の氾濫によって471世帯が床上・床下浸水するという、低平坦地の多い逗子地区に次ぐ多くの被害を出した。
1960年代、衣張山南東山麓の高台が西武グループによって大々的に切り開かれ、新興住宅地「鎌倉逗子ハイランド」が造成された（1970年分譲開始）。開発にあたっては無許可の造成、土砂崩れの発生など問題も頻出した。県による中止命令も出され、隣接する鎌倉市では市議らによる告発も行われたが、結局、問題はうやむやとなり開発は強行された。ハイランドは町内の主要街路にソメイヨシノが街路樹として植えられたが、現在では逗子市内でも有数の桜の名所として知られ、神奈川県が1987年に選定したかながわのまちなみ100選のひとつにも選ばれている。
1977年（昭和52年）、旧柏原地区のうち約25,000平方メートルが米軍より返還され、久木中小共同運動場として整備された。また、1996年（平成8年）には共同運動場への近道の共同使用許可に関する現地協定が締結された。
2014年、池子住宅地区及び海軍補助施設のうち約40ヘクタールにつき共同使用とし市が公園として整備することで合意に達し、この区域は「池子の森自然公園」として整備が進められることになった。池子の森自然公園は従来から限定的に利用可能であった池子側のスポーツエリアと、旧柏原村域の緑地エリアに分かれており、緑地エリアは2016年3月中旬以降、土・日・祝日に限り公開されている。緑地エリアは、自由に立ち入ることができる自然観察エリアと、植生の遷移が観察できることから保全のため立ち入りが制限されている森林保全エリアの大きく2つに分けられている。またこのほかに、緑地エリア中央にはメダカやクロヨシノボリが生息する池があり、外来魚が確認されない貴重な水辺の環境であることから、その周辺も水環境保全エリアとして立ち入りが制限されている。池子米軍住宅地のメインエントランスのある池子地区と、旧柏原地区の緑地エリアとはトンネル（1892年完成の「New Hisagi Tunnel」）により連絡している。また、久木中小共同運動場脇に久木側エントランスが設けられている。

## 世帯数と人口
2021年（令和3年）10月1日現在（逗子市発表）の世帯数と人口は以下の通りである。
| 丁目       | 世帯数    | 人口    |
| ---------- | --------- | ------- |
| 久木一丁目 | 217世帯   | 471人   |
| 久木二丁目 | 257世帯   | 709人   |
| 久木三丁目 | 512世帯   | 1,132人 |
| 久木四丁目 | 596世帯   | 1,419人 |
| 久木五丁目 | 448世帯   | 1,073人 |
| 久木六丁目 | 184世帯   | 446人   |
| 久木七丁目 | 300世帯   | 729人   |
| 久木八丁目 | 1,432世帯 | 3,531人 |
| 久木九丁目 | 180世帯   | 430人   |
| 計         | 4,126世帯 | 9,940人 |

### 人口の変遷
国勢調査による人口の推移。
| 年                 | 人口  |
| ------------------ | ----- |
| 1995年（平成7年）  | 9,564 |
| 2000年（平成12年） | 9,339 |
| 2005年（平成17年） | 9,510 |
| 2010年（平成22年） | 9,931 |
| 2015年（平成27年） | 9,890 |
| 2020年（令和2年）  | 9,842 |

### 世帯数の変遷
国勢調査による世帯数の推移。
| 年                 | 世帯数 |
| ------------------ | ------ |
| 1995年（平成7年）  | 3,399  |
| 2000年（平成12年） | 3,465  |
| 2005年（平成17年） | 3,586  |
| 2010年（平成22年） | 3,854  |
| 2015年（平成27年） | 3,916  |
| 2020年（令和2年）  | 4,030  |

## 学区
市立小・中学校に通う場合、学区は以下の通りとなる（2023年2月時点）。
| 丁目       | 番地 | 小学校             | 中学校             |
| ---------- | ---- | ------------------ | ------------------ |
| 久木一丁目 | 全域 | 逗子市立久木小学校 | 逗子市立久木中学校 |
| 久木二丁目 | 全域 | 逗子市立久木小学校 | 逗子市立久木中学校 |
| 久木三丁目 | 全域 | 逗子市立久木小学校 | 逗子市立久木中学校 |
| 久木四丁目 | 全域 | 逗子市立久木小学校 | 逗子市立久木中学校 |
| 久木五丁目 | 全域 | 逗子市立久木小学校 | 逗子市立久木中学校 |
| 久木六丁目 | 全域 | 逗子市立久木小学校 | 逗子市立久木中学校 |
| 久木七丁目 | 全域 | 逗子市立久木小学校 | 逗子市立久木中学校 |
| 久木八丁目 | 全域 | 逗子市立久木小学校 | 逗子市立久木中学校 |
| 久木九丁目 | 全域 | 逗子市立久木小学校 | 逗子市立久木中学校 |

## 事業所
2021年（令和3年）現在の経済センサス調査による事業所数と従業員数は以下の通りである。
| 丁目       | 事業所数  | 従業員数 |
| ---------- | --------- | -------- |
| 久木一丁目 | 17事業所  | 182人    |
| 久木二丁目 | 17事業所  | 220人    |
| 久木三丁目 | 25事業所  | 132人    |
| 久木四丁目 | 64事業所  | 350人    |
| 久木五丁目 | 19事業所  | 58人     |
| 久木六丁目 | 8事業所   | 107人    |
| 久木七丁目 | 5事業所   | 70人     |
| 久木八丁目 | 51事業所  | 392人    |
| 久木九丁目 | 6事業所   | 14人     |
| 計         | 212事業所 | 1,525人  |

### 事業者数の変遷
経済センサスによる事業所数の推移。
| 年                 | 事業者数 |
| ------------------ | -------- |
| 2016年（平成28年） | 203      |
| 2021年（令和3年）  | 212      |

### 従業員数の変遷
経済センサスによる従業員数の推移。
| 年                 | 従業員数 |
| ------------------ | -------- |
| 2016年（平成28年） | 1,495    |
| 2021年（令和3年）  | 1,525    |

## 施設

### 公園
- 久木大池公園
- 池子の森自然公園（緑地エリアは土・日・祝日のみ開園、8:45〜17:00）

### 教育

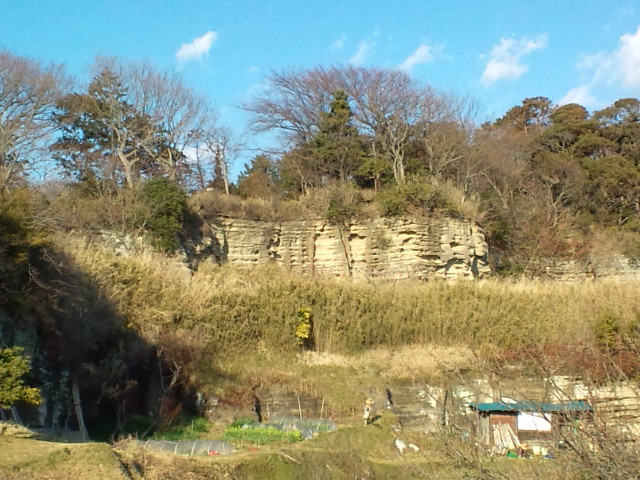
法性寺墓地奥より大切岸を望む。2013年1月30日撮影。

- 逗子市立久木小学校
- 逗子市立久木中学校
- 聖和学院幼稚園・中学校・高等学校
- 第二逗子幼稚園

### 神社仏閣
- 岩殿寺
- 法性寺
- 妙光寺
- 久木神社

### 史跡
- 名越切通（国指定史跡）・大切岸

## その他

### 日本郵便
- 郵便番号 : 249-0001[3]（集配局 : 逗子郵便局[32]）。